# Portrait d'Ambroise Vollard (Valtat)
Pour les articles homonymes, voir Ambroise Vollard (homonymie).
Portrait d'Ambroise Vollard est un tableau réalisé vers 1908 par l'artiste français Louis Valtat. Cette peinture à l'huile sur toile est un portrait en buste du marchand d'art Ambroise Vollard représenté en pleine lecture, plusieurs œuvres apparaissant derrière lui sur un mur jaune probablement situé dans sa galerie parisienne de la rue Laffitte, la galerie Vollard. Don de son frère Lucien en 1947, elle est aujourd'hui conservée au musée Léon-Dierx, à Saint-Denis de La Réunion.